# Maria Regina Marcondes Pinto
Maria Regina Marcondes Pinto (Cruzeiro, São Paulo, 17 de julho de 1946 — desaparecida em Buenos Aires, Argentina, 10 de abril de 1976) foi uma bancária, estudante, professora de português e guerrilheira brasileira, militante do Partido Operário Comunista e do Movimiento de Izquierda Revolucionaria (MIR).
É um dos casos investigados pela Comissão da Verdade, que apura mortes e desaparecimentos na ditadura militar brasileira. Ela se enquadra como desaparecida política. Isso porque os seus restos mortais não foram encontrados e nem entregues para os familiares até hoje. 

## Biografia
Filha de Benedito Rodrigues Pinto e Iracy Ivette Marcondes Pinto, Maria Regina nasceu em 17 de julho de 1946 em Cruzeiro, São Paulo. Ela era estudante de ciências na Universidade de São Paulo (USP), onde conheceu seu companheiro Emir Sader, professor do Departamento de Ciências Sociais da mesma universidade, que também foi perseguido pela pelo regime militar.
No início de 1970, Maria Regina saiu do Brasil para encontrar com Emir que estava em Paris, na França. Após seis meses partiram para Santigo, Chile, local em que se ligaram ao Movimiento de Izquierda Revolucionária (MIR).
Maria Regina permaneceu em Santiago, até que foi presa no Estádio Nacional, quando houve um golpe de Estado que depôs o presidente Salvador Allende no dia 11 de setembro de 1973. Ela conseguiu sair do país e voltou ao Brasil, onde permaneceu por aproximadamente seis meses. Em seguida viajou para Buenos Aires, Argentina, onde passou a residir em companhia de Emir. 
No dia 10 de abril de 1976, em Buenos Aires, Maria Regina foi encontrar o médico Edgardo Enriquez, filho do ex-ministro da Educação do governo Allende, ligado ao MIR, e nenhum dos dois foi visto novamente.

## Desaparecimento
Segundo depoimento de Emir Sader para 101ª audiência pública da Comissão da Verdade do Estado de São Paulo - Rubens Paiva, ele e a companheira deixaram o Brasil em 1969 por que ele, então professor da Universidade de São Paulo, estava sendo perseguido pela ditadura militar. O casal viveu em Paris, durante seis meses. Depois disso, eles se dirigiram para Santiago, no Chile, onde se filiaram ao Movimiento de Izquierda Revolucionaria. Durante esse período, Maria Regina voltou a cidade de São Paulo cerca de quatro vezes para visitar a família.
Maria Regina e Sader mudaram-se para Buenos Aires, na Argentina, no dia 11 de setembro de 1973, logo depois da queda de Salvador Allende. Nessa capital, ela trabalhou como professora de português na Escuela Berlitz. No dia 10 de abril de 1976, a militante foi sequestrada ao se encontrar com Edgardo Enriquez, que acabara de sair de uma reunião da Junta Coordenadora Revolucionária do MIR. Sader ficou sabendo da prisão de sua companheira quando viajava para Paris. A notícia foi veiculada em jornais europeus. Ele também foi avisado que os militares ficaram instalados por dois dias em seu apartamento.
Um mês depois do desaparecimento de Maria Regina Marcondes Pinto, o Comitê Francês de Apoio à Luta do Povo Argentino indicou que ela e Enriquez teriam sido encaminhados ao Governo de Augusto Pinochet. Os nomes dos militantes aparecem novamente entre as vítimas da Operação Condor, em 1998, no julgamento do ditador chileno. Na época, o juiz Baltasar Garzón, responsável por emitir a ordem de prisão ao ex-presidente, convidou Sader a depor.
Iracy Ivette Marcondes Pinto, mãe de Maria Regina, denunciou na Argentina o desaparecimento da jovem por meio da Comissão Nacional sobre o Desaparecimento de Pessoas (CONADEP). O registro da denúncia tem o protocolo de número 3.089.
O Estado Brasileiro, por outro lado, não reconhece a própria responsabilidade diante do desaparecimento de Maria Regina. Isso porque o caso da jovem não foi registrado na Comissão Especial sobre Mortos e Desaparecidos Políticos (CEMDP) do Ministério da Justiça. Além disso, Maria Regina não recebeu anistia política pela Comissão de Anistia do Ministério da Justiça.

## Controvérsias
O destino de Maria Regina ainda é controverso. O sequestro e prisão da militante são atestados por relatórios do Ministério da Marinha e do Exército brasileiros. Depois de seu desaparecimento, Emir Sader recebeu falsas informações de que ela teria sido internada em uma clínica psiquiátrica no centro de Santiago, no Chile, por uma pessoa de nome Eduardo Allende. De acordo com o cônjuge, a instituição sequer existia.
Há também a versão do ex-militar argentino Claudio Vallejos, do Serviço de Informação Naval, que, em entrevista para a revista Senhor (nº270, de 20 de maio de 1986), afirmou que ela teria sido "torturada, assassinada e jogada ao mar", ao lado dos brasileiros Sidney Fix Marques dos Santos, Luiz Renato do Lago Faria, Norma Espíndola, Roberto Rascado Rodrigues e Francisco Tenório Jr.

## Memorial
A Secretaria dos Direitos Humanos, vinculada ao Ministério da Justiça, Segurança e Direitos Humanos da Argentina, reconheceu a responsabilidade pelo sumiço de Maria Regina Marcondes Pinto. O nome dela foi incluído no monumento às vítimas da ditadura, localizado no Parque da Memória, em Buenos Aires. Na cidade de São Paulo, a militante também ganhou uma homenagem póstuma. Seu nome foi dado a uma rua no bairro de São João, na Zona Norte.